# Jökulsá á Fjöllum
Jökulsá á Fjöllum („Ledovcová řeka v horách“) je druhou nejdelší řekou (206 km) na Islandu.
Protéká kaňonem Jökulsárgljúfur (součást stejnojmenného národního parku). Ledovcová řeka se jí říká, protože vznikla z ledovce. Na dolním toku peřeje s vodopády Selfoss a Dettifoss (vysoké 44 m).